# Thierry Debès
Pour les articles homonymes, voir Debès.
Thierry Debès est un ancien footballeur français né le 3 janvier 1974 à Strasbourg. Il est actuellement l’entraineur de l'AC Ajaccio.

## Biographie
Son premier match en pro a lieu le 28 janvier 1997 en quarts de finale de la Coupe de la Ligue face à Louhans-Cuiseaux. Une rencontre remportée 5-1 par les Alsaciens après prolongations. Malheureusement, l'entraîneur Strasbourgeois ne lui fait pas confiance pour la demi-finale contre l'AS Monaco et la finale contre les Girondins de Bordeaux. Une finale remportée par le RC Strasbourg aux penalties. Il s'agit là de son premier titre, même s'il reste sur le banc des remplaçants.
Thierry Debès joue 37 matchs en Ligue 1 avec Strasbourg, où il fait principalement office de doublure d'Alexander Vencel. Son premier match en L1 a lieu le 7 mars 1998 lors du match AS Cannes-RC Strasbourg (rencontre remportée 1-0 par Cannes).
Lors d'une rencontre de Coupe de la ligue face au FC Metz, il réussit l'exploit avec le Racing de garder sa cage inviolée lors de la séance de tirs au but.
Alors entraineur des gardiens à l'AC Ajaccio, il prend la tête par intérim de l'équipe première en octobre 2014 à la suite du licenciement de Christian Bracconi. Après 18 jours d'intérim et 3 matchs dirigés (2 victoires, 1 défaite), il retrouve sa place d'entraîneur des gardiens à la suite de la nomination d'Olivier Pantaloni au poste d'entraineur principal.
Le 4 janvier 2025, il est à nouveau nommé entraîneur principal par intérim, cette fois-ci en remplacement de Mathieu Chabert.

## Carrière
- 1992-1996 :  SC Schiltigheim (amateur)
- 1996-2002 :  RC Strasbourg (L1 et L2)
- 2002-2004 :  Grenoble Foot (L2)
- 2004-2007 :  EA Guingamp (L2)
- 2007-2012 :  AC Ajaccio (L1 et L2)[5]

## Palmarès
- Vainqueur de la Coupe de France en 2001 avec Strasbourg (ne joue pas la finale)
- Vainqueur de la Coupe de la Ligue en 1997 avec Strasbourg (ne joue pas la finale)